# Niko Dimitrakos
Nicholas Dimitrakos, dit Nikos Dimitrakos, (né le 21 mai 1979 à Somerville près de Boston dans le Massachusetts aux États-Unis) est un joueur professionnel de hockey sur glace qui possède la double nationalité américaine et grecque. Son père a des origines grecques alors que sa mère est d'origine italienne.[réf. nécessaire]

## Biographie

### Carrière en club
Dimitrakos découvre le hockey à l'âge de quatre ans grâce à son oncle.[réf. nécessaire] Il joue pour l'université du Maine, dans l'équipe des Maine Black Bears durant quatre ans, de 1998 à 2002.
Il est choisi au 155e rang par les Sharks de San José au cours du repêchage d'entrée dans la LNH 1999. À sa première saison professionnelle, en 2002-2003, il prend part à 21 rencontres avec les Sharks. Il passe majoritairement la saison  avec les Barons de Cleveland, équipe affiliée aux Sharks dans la LAH.
Il voit plus d'action avec les Sharks les saisons suivantes, jouant 68 parties en 2003-2004 et 45 en 2005-2006. Il a brièvement joué en Suisse avec les SC Langnau Tigers lors du lock-out de 2004-2005 dans la LNH.
Le 9 mars 2006, il est cédé au Flyers de Philadelphie en retour d'un choix de repêchage. Il joue un total de 24 parties avec les Flyers avant d'être envoyé dans la LAH aux Phantoms de Philadelphie. Il signe durant l'été 2007 avec les Sénateurs d'Ottawa, mais joue toute la saison dans les ligues mineures avec les Senators de Binghamton.
Il joue par la suite pour différentes ligues européennes, effectuant des passages en Suède, en Russie, en Allemagne et en Finlande. 

### Carrière internationale
Il prend part au championnat du monde de hockey sur glace 2003 avec l'équipe des États-Unis.

## Statistiques

### En club
| Saison     | Équipe                            | Ligue      |     | Saison régulière | Saison régulière | Saison régulière | Saison régulière | Saison régulière |   | Séries éliminatoires | Séries éliminatoires | Séries éliminatoires | Séries éliminatoires | Séries éliminatoires |
| Saison     | Équipe                            | Ligue      | PJ  | B                | A                | Pts              | Pun              | PJ               | B | A                    | Pts                  | Pun                  |                      |                      |
| 1998-1999  | Université du Maine               | NCAA       | 35  | 8                | 19               | 27               | 33               | -                | - | -                    | -                    | -                    |                      |                      |
| 1999-2000  | Université de Maine               | NCAA       | 32  | 11               | 16               | 27               | 14               | -                | - | -                    | -                    | -                    |                      |                      |
| 2000-2001  | Université de Maine               | NCAA       | 29  | 11               | 14               | 25               | 43               | -                | - | -                    | -                    | -                    |                      |                      |
| 2001-2002  | Université de Maine               | NCAA       | 43  | 20               | 31               | 51               | 44               | -                | - | -                    | -                    | -                    |                      |                      |
| 2002-2003  | Barons de Cleveland               | LAH        | 55  | 15               | 29               | 44               | 30               | -                | - | -                    | -                    | -                    |                      |                      |
| 2002-2003  | Sharks de San José                | LNH        | 21  | 6                | 7                | 13               | 8                | -                | - | -                    | -                    | -                    |                      |                      |
| 2003-2004  | Barons de Cleveland               | LAH        | 7   | 4                | 4                | 8                | 4                | -                | - | -                    | -                    | -                    |                      |                      |
| 2003-2004  | Sharks de San José                | LNH        | 68  | 9                | 15               | 24               | 49               | 15               | 1 | 8                    | 9                    | 8                    |                      |                      |
| 2004-2005  | SC Langnau Tigers                 | LNA        | 3   | 0                | 1                | 1                | 2                | -                | - | -                    | -                    | -                    |                      |                      |
| 2005-2006  | Sharks de San José                | LNH        | 45  | 4                | 12               | 16               | 26               | -                | - | -                    | -                    | -                    |                      |                      |
| 2005-2006  | Flyers de Philadelphie            | LNH        | 19  | 5                | 4                | 9                | 6                | 5                | 0 | 0                    | 0                    | 2                    |                      |                      |
| 2006-2007  | Flyers de Philadelphie            | LNH        | 5   | 0                | 0                | 0                | 6                | -                | - | -                    | -                    | -                    |                      |                      |
| 2006-2007  | Phantoms de Philadelphie          | LAH        | 45  | 15               | 13               | 28               | 34               | -                | - | -                    | -                    | -                    |                      |                      |
| 2006-2007  | Wolves de Chicago                 | LAH        | 17  | 4                | 10               | 14               | 20               | 15               | 3 | 7                    | 10                   | 8                    |                      |                      |
| 2007-2008  | Senators de Binghamton            | LAH        | 64  | 20               | 20               | 40               | 67               | -                | - | -                    | -                    | -                    |                      |                      |
| 2008-2009  | Skellefteå AIK                    | Elitserien | 54  | 22               | 22               | 44               | 59               | 1                | 0 | 0                    | 0                    | 0                    |                      |                      |
| 2009-2010  | HK CSKA Moscou                    | KHL        | 50  | 12               | 5                | 17               | 32               | 3                | 0 | 0                    | 0                    | 12                   |                      |                      |
| 2010-2011  | MODO Hockey                       | Elitserien | 22  | 4                | 1                | 5                | 22               | -                | - | -                    | -                    | -                    |                      |                      |
| 2010-2011  | Adler Mannheim                    | DEL        | 20  | 7                | 8                | 15               | 14               | 6                | 3 | 3                    | 6                    | 2                    |                      |                      |
| 2011-2012  | Penguins de Wilkes-Barre/Scranton | LAH        | 21  | 6                | 4                | 10               | 20               | -                | - | -                    | -                    | -                    |                      |                      |
| 2011-2012  | Adler Mannheim                    | DEL        | 20  | 5                | 9                | 14               | 40               | 4                | 0 | 1                    | 1                    | 2                    |                      |                      |
| 2012-2013  | Grizzly Adams Wolfsburg           | DEL        | 13  | 4                | 7                | 11               | 8                | -                | - | -                    | -                    | -                    |                      |                      |
| 2013-2014  | Ilves Tampere                     | Liiga      | 9   | 2                | 5                | 7                | 31               | -                | - | -                    | -                    | -                    |                      |                      |
| Totaux LNH | Totaux LNH                        | Totaux LNH | 158 | 24               | 38               | 62               | 95               | 20               | 1 | 8                    | 9                    | 10                   |                      |                      |

### En équipe nationale
| Année | Compétition          |   | PJ | B | A | Pts | Pun       |  | Résultat |
| 2003  | Championnat du monde | 6 | 0  | 1 | 1 | 6   | 13e place |  |          |

## Honneurs personnels
- 1998-1999 : champion de la NCAA avec les Black Bears du Maine.
- 2001-2002 : 
  - nommé dans la deuxième équipe d'étoiles de la région Est de la NCAA.
  - nommé dans la deuxième équipe d'étoiles de Hockey East.
- 2002-2003 : participe au Match des étoiles de la LAH.